# Nihil admirari

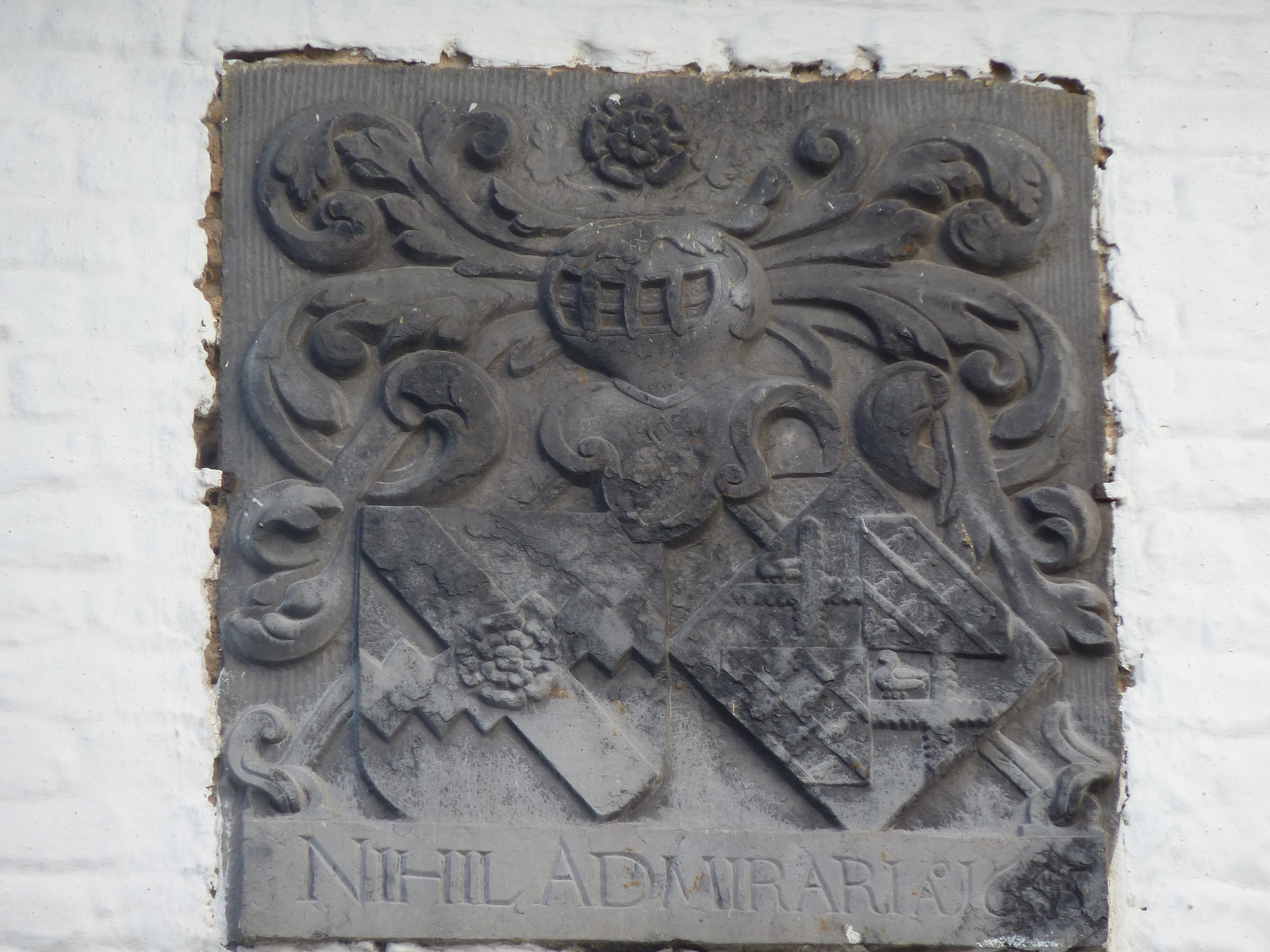
Blasón de armas Neerlandés con la frase Nihil Admirari grabada.

Nihil admirari (o Nil admirari) es una frase latina que significa No sorprenderse de nada.
Cicerón arguyó que la verdadera sabiduría consistía en estar uno mismo preparado para cualquier contingencia, de tal modo que nada nos sorprendiera. Utilizaba como ejemplo al filósofo presocrático griego Anaxágoras, quien, cuando recibió la noticia de que su hijo había muerto, exclamó: Sciebam me genuisse mortalem (Sabía que había engendrado un mortal). Horacio y Séneca relataron anécdotas similares y ambos admiraron esta fortaleza moral.

Emile Cioran en su Silogismos de la amargura cita literalmente la frase y critica la sustentabilidad (o alcance) de la máxima moral como tal: "Estoicismo de feria: ser un apasionado del Nil admirari, un histérico de la ataraxia." 